# Elisabeth Irwin
Elisabeth Antoinette Irwin, más conocida como Elisabeth Irwin (Brooklyn, 29 de agosto de 1880 – Manhattan, 16 de octubre de 1942) fue una educadora, psicóloga, reformadora estadounidense, fundadora de la Little Red School House. Declarada lesbiana,  con su compañera de vida Katharine Anthony y los dos niños que adoptaron. 

## Trayectoria

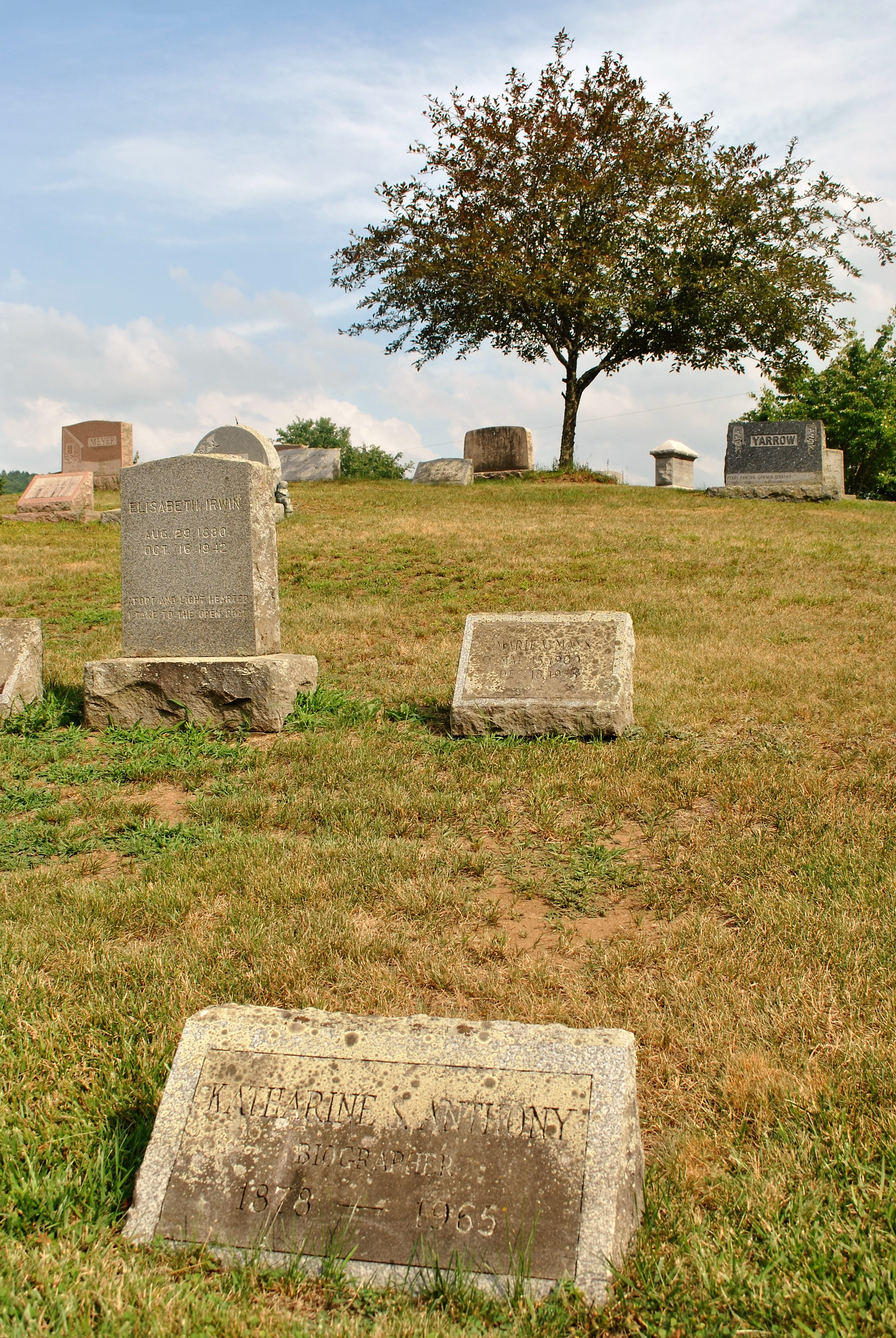
Cementerio de Morningside, Gaylordsville, Connecticut

Irwin nació en Brooklyn, hija de Josephina Augusta Easton y William Henry Irwin. Su padre era un comerciante de algodón. Asistió al Packer Collegiate Institute y recibió su bachillerato de letras en el Smith College en 1903, y su maestría de la Universidad de Columbia en 1923. Fue miembro del club intelectual feminista Heterodoxy . 
En 1912, mientras era miembro del personal de la Asociación de Educación Pública, comenzó a trabajar en la revisión del plan de estudios para los niños de la Escuela Pública 64. Irwin fundó el plan de estudios Little Red School House, en Manhattan en 1921, en el anexo pintado de rojo de la Escuela Pública 61. Su trabajo allí, y luego en Public School 41, se describe en un artículo para The New York Times como un experimento para demostrar que "... el programa más amplio y más activo de las llamadas escuelas progresistas podría llevarse a cabo en las condiciones de las escuelas públicas".
Ante los recortes de fondos, parecía que el experimento terminaría, pero un grupo de padres se reunió en una heladería, instándola a comenzar su propia escuela y prometiendo apoyo financiero. En septiembre de 1932, la Little Red School House tuvo su propio edificio en la calle Bleecker. Al principio solo ofreció educación primaria, pero en 1940 se agregó una escuela secundaria. 
Irwin murió en el Hospital de Nueva York en octubre de 1942. Le sobrevivieron su pareja, Katharine Anthony, y sus dos hijas adoptivas, Howard Gresens de Plandome, Nueva York y RO Bogue de Pensacola, Florida. Su funeral se llevó a cabo en Gaylordsville, Connecticut, donde Irwin y Anthony mantuvieron una casa de verano, habiéndose llamado a sí mismas las "damas gay de Gaylordsville". Fue enterrada junto a Anthony, su compañera. 